# Esmarchkusten
För andra betydelser, se Esmarch.
Esmarchkusten eller Esmarch Coast är den västra kusten på Bouvetön (Norge). Den sträcker sig från Kap Circoncision i norr till Catoodden i söder.
Esmarchkusten har fått sitt namn efter den norske diplomaten August Esmarch (1881-1956).